# Wang Hao (marciatore)
Wang Hao (王浩S, Wáng HàoP) (Mongolia Interna, 16 agosto 1989) è un marciatore cinese.
Ha ottenuto il suo miglior tempo nella 20 km di marcia ai Giochi olimpici di Pechino 2008 terminando la gara in quarta posizione.

## Palmarès
| Anno | Manifestazione  | Sede    | Evento       | Risultato | Prestazione | Note                          |
| ---- | --------------- | ------- | ------------ | --------- | ----------- | ----------------------------- |
| 2008 | Giochi olimpici | Pechino | Marcia 20 km | 4º        | 1h19'47"    | Miglior prestazione personale |
| 2009 | Mondiali        | Berlino | Marcia 20 km | Oro       | 1h19'06"    | Miglior prestazione personale |
| 2010 | Giochi asiatici | Canton  | Marcia 20 km | Oro       | 1h20'50"    |                               |
| 2011 | Mondiali        | Taegu   | Marcia 20 km | 8º        | 1h22'49"    |                               |